# Castello della Mothe-Chandeniers
Il castello della Mothe-Chandeniers (in francese Château de la Mothe-Chandeniers) è un castello situato nei pressi della città di Les Trois-Moutiers nella regione della Nuova Aquitania in Francia.

## Storia
Il castello venne eretto nel XIII secolo in un territorio legato alla signoria della Motte de Bauçay. Alla morte di Marie de Bauçay la proprietà passò prima alla famiglia de Chaunay e in seguito alla famiglia de Rochechouart e fu proprio grazie a François de Rochechouart, marchese di Chandoiseau, che il castello conobbe un periodo di fasto intorno al 1650. Il marchese infatti era stato esiliato dalla corte di Francia per la sua appartenenza al movimento della Fronda. Ritiratosi nel suo castello, che aveva preso il nome di castello della Mothe Chandeniers, il marchese era riuscito a circondarsi di artisti e intellettuali.
Nel 1668 François de Rochechouart fu obbligato a vendere il castello alla famiglia Lamoignon che, priva di eredi maschi, nel 1766 passò la proprietà a René Charles de Maupeou, guardasigilli del re che aveva preso in sposa una delle tre figlie, Anne-Victoire. Da questa unione nacque René Nicolas de Maupeou, primo presidente del Parlamento di Parigi.
Nel 1809 François Hennecart comprò il castello ormai in rovina e intraprese importanti lavori di ristrutturazione, fra cui anche l'allestimento di una vigna nei giardini del castello. Sarà il barone Edgard Lejeune, che ricevendolo in eredità lo farà ristrutturare seguendo il gusto romantico molto alla moda in quel periodo.

## L'incendio
Il 13 marzo 1932 scoppiò un violento incendio che devastò il castello, si salvarono solo la cappella e le dépendences. Le perdite furono tali che i proprietari non furono in grado di ricostruire le parti distrutte. La proprietà passò prima all'industriale Jules Cavroy (1963) e poi al Crédit Lyonnais negli anni '80. L'ultimo proprietario è Claude-Alain Demeyer.
Nel 2016 nasce un'associazione con lo scopo di salvare il castello. Un progetto di consolidamento delle rovine e di una sua integrazione in un villaggio vacanze è al vaglio e riuscirà a raccogliere 500 000 € da destinare alla ristrutturazione tramite una campagna di crowdfunding alla quale hanno aderito 7 400 persone.